# الأبزمو
قالب:إعادة كتاة

الأبزمو هي بلدة في ناحية الأتارب في منطقة الأتارب في محافظة حلب في الجمهورية العربية السورية.
تبعد عن محافظة حلب حوالي 28 كم وتبعد أربع كيلو مترات شرق ناحية الأتارب، تحيط بها القرى التالية (تقاد شمالاً- تديل شرقاً- كفر عمة جنوباً- بلدة الأتارب والسحارة غرباً).

## الخدمات
يوجد في البلدة مدرستين ابتدائيتين ومدرسة إعدادية ذكور وأخرى إناث وثانوية عامة ذكور وأخرى إناث وثانوية زراعية ويوجد في القرية مستوصف صحي ومقسم للهاتف ومؤسسة استهلاكية، تم تخديم البلدة بشكل كامل بالصرف الصحي ومعظم شوارع البلدة معبدة.
تملك البلدة سهول واسعة حمراء وتشتهر بزراعة الحبوب كالقمح والشعير والعدس والكمون والأشجار المثمرة كالتين والزيتون والرمان والعنب والزراعات الصيفية كالخيار والبندورة.

## تاريخ
تعتبر بلدة الابزمو من أحد المواقع الأثرية في محافظة حلب تشتهر بالمغارات الكبيرة الأثرية وفيها مقامات دينية مشهورة كالشيخ عجان الحديد والشيخ القبيبي وفيها العديد من الآثار القديمة: كنيسة تعود للعصر الروماني بالإضافة إلى بقايا القصر الروماني - مدافن رومانية قديمة-سراديب تحت الأرض- الخراب القديم.
الأبزمو كلمة سريانية وتعني حديقة الزهور وعلى ارضها دارت معارك طاحنة معارك الفتح ضد الرومان والبيزنطيين
ويعتقد أهل القرية ان اسم قريتهم يعود إلى وجود بناء قديم في القرية كان عبارة عن كنيسة وراعي هذه الكنيسة هو الاب زيمو ودليلهم على ذلك الاثار الرومانية المسيحية المحيطة بالقرية ومن التسميات المحلية لهذه المناطق (بكردونا) (خربة الحديا) (بحفيس)(اصعي)جميعها من الاثار القديمة المحيطة بالقرية.

## السكان
عدد السكان حوالي 10,000 عشرة آلاف نسمة حسب إحصاء عام 2004 يعملون في الزراعة والوظائف العامة

## الأبزمو والثورة
شاركت بلدة الابزمو في الثورة السورية التي انطلقت في 15 - 3 -2011 حيث بدأت بوادر الثورة تدب في البلدة منذ الأيام الأولى لها حيث بدأ الشباب ببخ الجدران بالعبارات الثورية وتوزيع المنشورات ليلاً ورفع اعلام الاستقلال في شوارعها وخرجت أول مظاهرة في البلدة بتاريخ 23- 11 - 2011 ولكن سرعان ما انخرطت البلدة في الثورة وتصاعدت فيها المظاهرات والاحتجاجات وأصبحت من أهم البلدات الثائرة في منطقة الاتارب ويعود سبب تأخر خروج المظاهرات في البلدة إلى الخوف والمعاناة الكبيرة التي عانتها أيام الثمانينات ووجود عدد كبير من المخبرين والعواينية.
تعرضت البلدة لاقتحام من قبل الجيش بتاريخ 7-6-2012 أدى إلى احراق الكثير من منازلها (وصل إلى 40 منزل) وحرق سوقها التجاري بالكامل وسقوط عدة شهداء منهم: ياسر محمد علي (المعروف بياسر قراج) - وائل عبد الله (المعروف بوائل زلوخ) - خولة محمود عثمان بصاروخ مصدره من الفوج 46 ادى بقتلها
وجرى الاقتحام بأكثر من 16 دبابة و20 سيارة نوع زيل محملة بالجنود ترافق ذلك مع قطع الاتصالات الخليوية والأرضية وبمشاركة المروحيات في الهجوم.
ولكن هذا لم يثنِ أهلها على المشاركة في الثورة وقدمت العديد من أبنائها فداءً للثورة والوطن وتشهد القرية يومياً مظاهرات مطالبة بالحرية كما يقوم الجيش يومياً بقصف القرية عشوائياً من الفوج 46.
كما تعرضت الأبزمو إلى هجوم كبير في أحداث الثمانينات أودى بحياة العديد من ابنائها سجناً وقتلاً وأبرزهم عبد الكريم نجار الذي أعدم ميدانية عندبيادر القرية بالإضافةِ إلى العديد من المعتقلين السياسيين الذين أمضو عشرات السنين في المعتقلات.
‌